# Trachurus
Il genere Trachurus comprende i cosiddetti sgombri cavallini, pesci marini della famiglia dei Carangidi. La specie tipo del genere è lo sgombro cavallino dell'Atlantico, Trachurus trachurus, noto anche con il nome di sugarello. Il nome del genere deriva dai termini greci trachys, che significa «rugoso», e oura, che significa «coda».

## Cucina
I pesci di questo genere sono molto utilizzati nella cucina giapponese, dove ricevono il nome di «aji».

## Specie
- Trachurus aleevi Rytov & Razumovskaya, 1984.
- Sugarello del Capo, Trachurus capensis Castelnau, 1861.
- Sugarello dorsoverde, Trachurus declivis (Jenyns, 1841).
- Sugarello africano, Trachurus delagoa Nekrasov, 1970.
- Sugarello arabo, Trachurus indicus (Cuvier, 1833).
- Sugarello giapponese, Trachurus japonicus (Temminck & Schlegel, 1844).
- Sugarello rugoso, Trachurus lathami Nichols, 1920.
- Sugarello delle Crozet, Trachurus longimanus (Norman, 1935).
- Sugarello maggiore, Trachurus mediterraneus Steindachner, 1868.
- Sugarello inca, Trachurus murphyi Nichols, 1920.
- Sugarello codagialla, Trachurus novaezelandiae Richardson, 1843.
- Sugarello pittato, Trachurus picturatus (Bowdich, 1825).
- Sugarello del Pacifico, Trachurus symmetricus (Ayres, 1855).
- Sugarello, Trachurus trachurus (Linnaeus, 1758).
- Sugarello del Cunene, Trachurus trecae Cadenat, 1950.